# Сент-Чарлз (Південна Дакота)
Сент-Чарлз (англ. St. Charles) — переписна місцевість (CDP) в США, в окрузі Ґреґорі штату Південна Дакота. Населення — 15 осіб (2020).

## Географія
Сент-Чарлз розташований за координатами 43°5′17″ пн. ш. 99°5′42″ зх. д. / 43.08806° пн. ш. 99.09500° зх. д. (43.088126, -99.094883).  За даними Бюро перепису населення США в 2010 році переписна місцевість мала площу 0,51 км², уся площа — суходіл.

## Демографія
Згідно з переписом 2010 року, у переписній місцевості мешкало 11 осіб у 5 домогосподарствах у складі 4 родин. Густота населення становила 22 особи/км².  Було 11 помешкання (22/км²).
Расовий склад населення:
| - 81,8 % — білих - 9,1 % — корінних американців |

До двох чи більше рас належало 9,1 %. Частка іспаномовних становила 0,0 % від усіх жителів.
За віковим діапазоном населення розподілялося таким чином: 0,0 % — особи молодші 18 років, 81,8 % — особи у віці 18—64 років, 18,2 % — особи у віці 65 років та старші. Медіана віку мешканця становила 60,5 року. На 100 осіб жіночої статі у переписній місцевості припадало 83,3 чоловіків;  на 100 жінок у віці від 18 років та старших — 83,3 чоловіків також старших 18 років.
Середній дохід на одне домашнє господарство  становив 51 367 доларів США (медіана — 55 938), а середній дохід на одну сім'ю — 51 367 доларів (медіана — 55 938). 
Цивільне працевлаштоване населення становило 15 осіб. Основні галузі зайнятості: будівництво — 46,7 %, освіта, охорона здоров'я та соціальна допомога — 40,0 %, сільське господарство, лісництво, риболовля — 13,3 %.